# Yves Le Manach
Parisien d’origine bretonne, écrivain et bruxellois d'adoption, Yves Le Manach (né en 1943) est un ouvrier ajusteur qui déserte l'usine pour l'écriture.
Il est l'auteur, en 1973, d'un ouvrage de critique du travail salarié et de la société du spectacle, Bye-bye turbin, qui rencontre un large public. Pour l'auteur, « l'aliénation du prolétaire ne vient pas de ce qu'il est dépossédé de son travail, mais de ce qu'il travaille. Le verbe lui-même, issu du latin populaire tripolaire, veut dire tourmenter. Travailler, c'est tourmenter sa vie, être l'ennemi de soi-même, se plier à une nécessité, un destin. »

## Biographie
Il est ouvrier ajusteur à Sud-Aviation de 1959 à 1970 et activiste anticapitaliste.
À Paris dans les années 1960, il découvre Socialisme ou barbarie et l’Internationale situationniste. Il fréquente un temps la Ligue communiste révolutionnaire et collabore à Informations et correspondances ouvrières. Il est proche, dans l'après Mai 68, des situationnistes et de Guy Debord
« Breton de Bruxelles », il vit en Belgique depuis 1970.
En août 1973, les éditions Champ libre publient son livre Bye-bye turbin.
Dans les années 1990, il écrit dans le journal belge Alternative Libertaire.
À partir de 1997, il commence la publication de petits textes qu’il appelle Artichauts de Bruxelles, dans lesquels il parle de tout : des jardins, de l’espèce humaine, de la dépression, de l’aube originelle.
Il a déposé ses archives à l’Institut international d'histoire sociale d’Amsterdam.

## Publications
- Système universitaire de documentation : bibliographie.
- Bye bye turbin. Suivi de Salauds ! on les connaît vos usines, vos partis et vos syndicats, éditions Champ libre, 1973.
- Corbière, Rimbaud, Blanqui et l'éternité, Quimperlé, La Digitale, 2001,  (ISBN 2-903383-68-5), (BNF 38966852).
- Je suis une usine, Lunatique, 2017, présentation éditeur.

### Textes
- Une correspondance avec Anne Morelli, Artichauts de Bruxelles, no 2, Bruxelles, février 1999, [lire en ligne].
- (it) Critica del consiliarismo e altri scritti, Anarchismo, no 57, juin 1987, p. 14–19, [lire en ligne].